# Segestria fengi
Espèce
Segestria fengi est une espèce d'araignées aranéomorphes de la famille des Segestriidae.

## Distribution
Cette espèce est endémique du Hebei en Chine,. Elle se rencontre sur le mont Xiaowutai.

## Description
Le mâle holotype mesure 5,7 mm et la femelle paratype 7,4 mm

## Étymologie
Cette espèce est nommée en l'honneur de Feng Zhang.

## Publication originale
- Fomichev & Marusik, 2020 : Notes on the spider genus Segestria Latreille, 1804 (Araneae: Segestriidae) in the East Palaearctic with description of three new species. Zootaxa, no 4758(2), p. 330-346.